# Attonda pallens
Attonda pallens är en fjärilsart som beskrevs av Moore 1882. Attonda pallens ingår i släktet Attonda och familjen nattflyn. Inga underarter finns listade i Catalogue of Life.